# 당단풍나무
당단풍나무(Acer pseudosieboldianum)는 무환자나무과에 딸린 낙엽교목이다. 해외에서는 한국단풍으로도 불린다.

## 특징
한반도 각처의 산지에 흔히 나며, 이외에도 중국 동북부 지방(흑룡강성, 길림성, 요녕성), 우수리 지역의 연해주에도 분포한다.
다 자란 나무의 경우 높이(樹高)는 8m이다. 가지는 1년에 30~46 cm씩 자란다.

### 잎
잎은 손바닥 모양이며 9개에서 11개의 잎가지가 갈라져 나와 있다. 어린잎의 뒷면과 가지에 털이 있다. 면적은 평균 45cm2 이하이다. 잎이 단풍이 들면 낙엽되지 않고 그대로 시든 채 겨울 내내 매달리는 현상(Marcescence)이 일어난다.

### 꽃과 열매
꽃은 암수한그루이며 산방꽃차례로 가지 끝에 많이 피며, 양성화는 2-3송이고 꽃잎이 없다. 대신 포엽이 있으며 보랏빛이 섞인 흰색이다. 수술은 8개, 꽃받침은 5장이다. 열매는 길이가 3cm 가량이며 갈색 또는 보랏빛을 띠고 끈적한 흰 빛 털이 있다. 날개는 평평하다. 열매에 털이 전혀 없는 Acer sieboldianum과는 이런 면에 있어서 확연히 구분된다. 열매는 9월에 익는다.

### 수피
수피는 매우 얇아 외부의 기계적 요인과 거친 날씨에 매우 취약하다. 따라서 그에 따라 해충 피해가 잘 일어나고 곰팡이 감염이 쉽다. 스트레스를 받을 시 궤양성 병과 청고병에 대한 감수성이 높아진다.
염색체 수는 2n = 26이다.

## 생태와 습성
700~900m 높이까지 서식이 가능하며 자갈투성이거 땅이거나 사질토양을 선호하고, 선선하고 습한 공기에서 잘 자란다. 약산성 토양도 선호한다. 서리 피해에 강하다.

## 쓰임새
관상용으로 심으며, 목재용으로는 거의 쓰이지 않는다. 잎은 염료용으로 쓰인다. 미국에서는 당단풍나무와 일본단풍을 교배한 품종을 상품화해 '노던 글로우'(Northern Glow®)라는 이름으로 판매 중에 있다. 유럽에는 1903년에 도입되어 관상수로 쓰였다.

## 사진

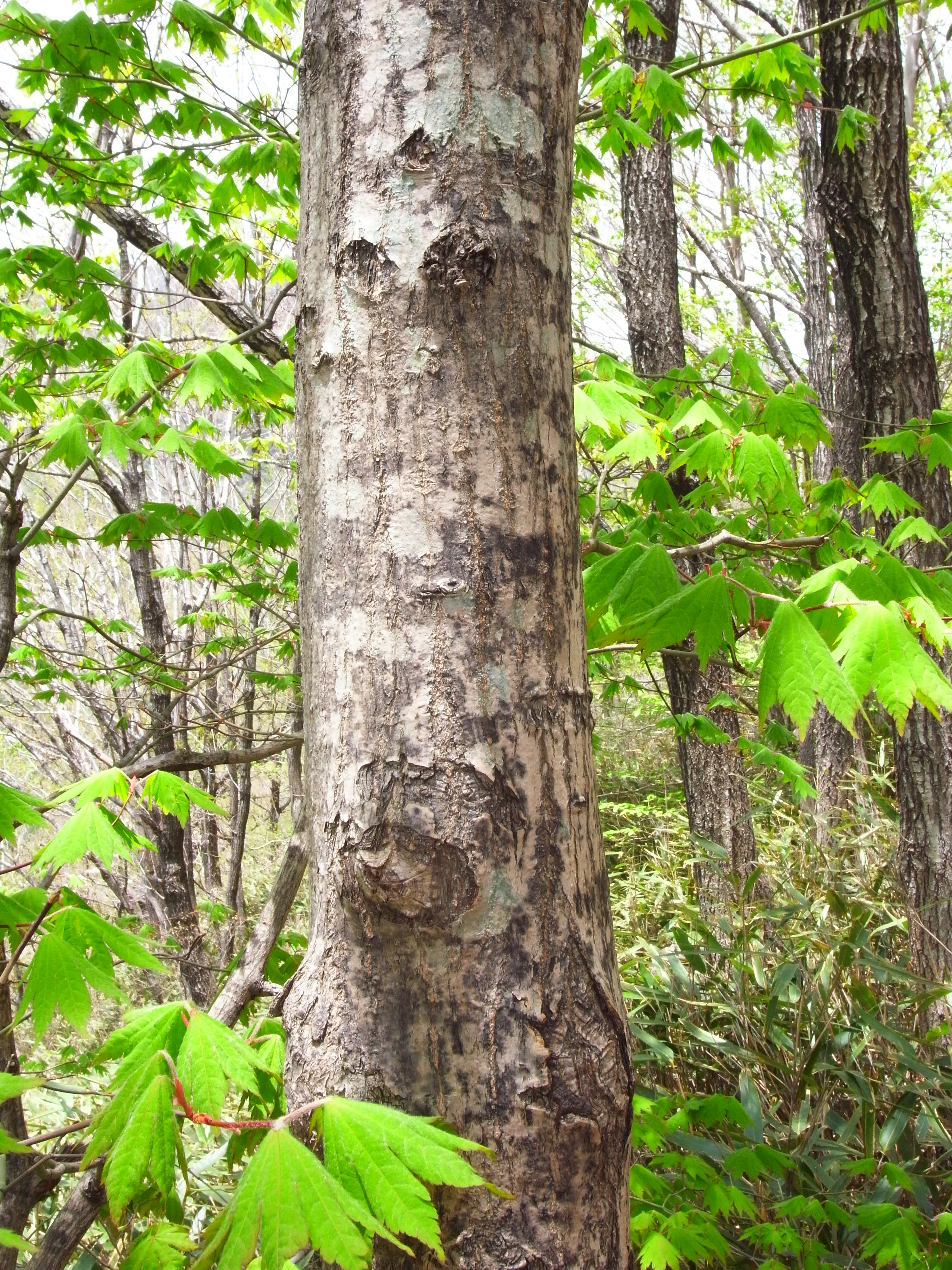
줄기

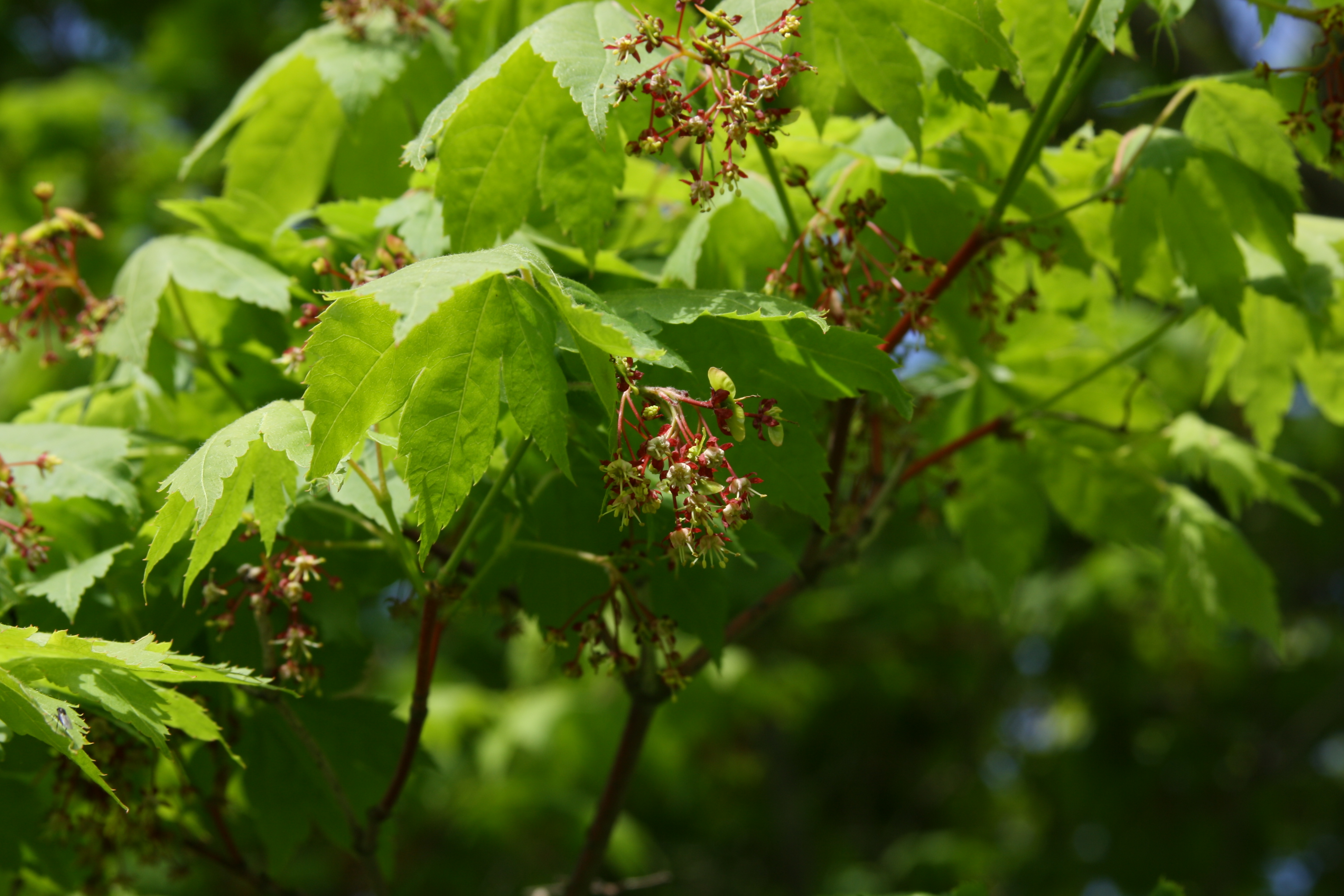
꽃

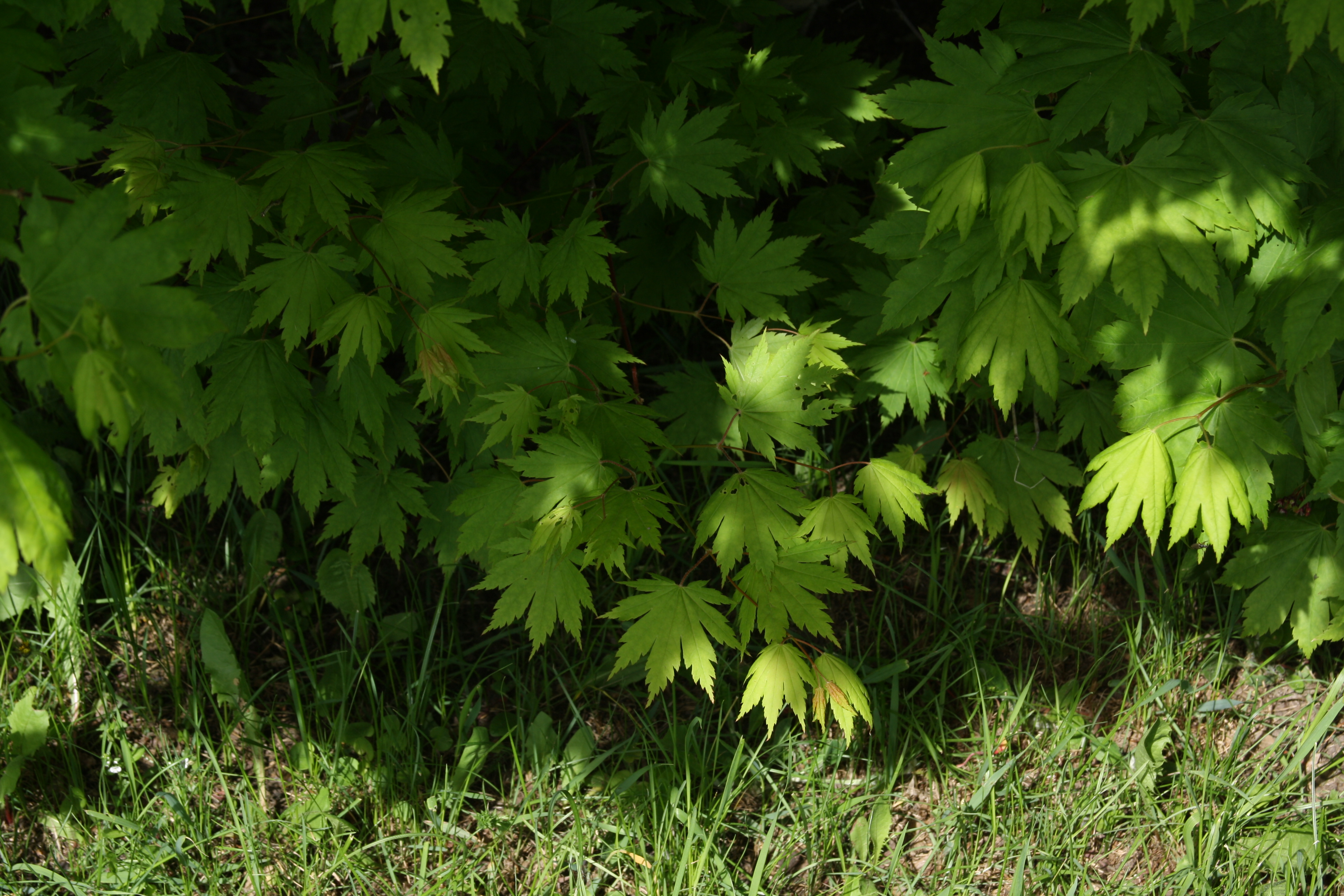
잎